# Silent Hill: Mobile 3
Silent Hill: Mobile 3 (en español "Colina Silenciosa: Móvil 3") es un videojuego de terror de teléfono móvil lanzado en 2010. Se trata de una secuela de Silent Hill: Orphan y Silent Hill: Orphan 2.

## Vincent
Vincent es el personaje jugable en el comienzo y el final del juego. Él se encuentra explorando una mansión en donde encuentra una habitación con mariposas colgado en la pared y "Una foto de una familia, los padres y sus dos niñas... la familia de Karen y Alessa". Los relojes de la mansión han dejado de funcionar desde "el accidente" de hace 40 años atrás, un incendio que Vincent comenzó, lo que llevó a los acontecimientos en el orfanato. Vincent tiene un recuerdo de su infancia, donde su padre, Gary, le incita a convertirse en un bombero, y durante una discusión se enfada y comienza el fuego en la mansión.
Karen, la hermana de Alessa, creó a los monstruos en el juego por el asesinato de los niños en el orfanato hace 40 años. Los monstruos comienzan a aparecer en el mundo normal, demostrando que Karen se ha vuelto más poderosa.

## Emilie
En la mitad del juego, Emilie se convierte en el personaje jugable. Ella era la única niña que sobrevivió a los asesinatos en el orfanato, porque estaba enferma y se quedó lejos de los demás. Alessa (que no tiene relación con Alessa Gillespie) le dice que debe salvar a Vincent quitándose la vida con el cuchillo sagrado.
Después de la muerte de Emilie, Vincent se convierte en el personaje jugable de nuevo. Alessa se revela a sí misma como la "parte mala de Alessa". Los asesinatos en el orfanato se hicieron para "despertarla". Vincent seguía con vida para que pudiera servirle a Alessa para matar a Karen. "Ahora que todo está hecho, volveré pronto y el único testigo serás tu, un hombre moribundo". Alessa entonces mata a Vincent causándole un paro cardíaco.